# GDO
GDO son las siglas en inglés de Grid Dip Oscillator. Técnicamente, y por razones históricas, se lo podría llamar "detector de resonancia por caída de corriente de rejilla de oscilador".

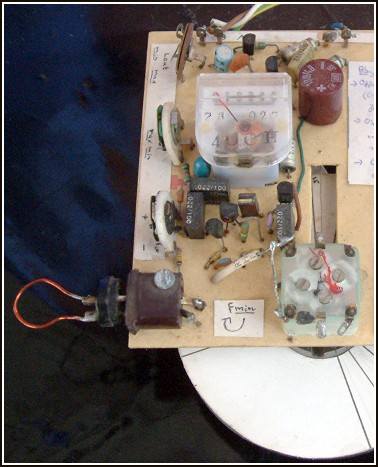
GDO abierto, monstrando sus principales componentes.

## Tecnología
El GDO es un instrumento de medida que mide la absorción de campos electromagnéticos de los objetos que lo rodean.
Está compuesto de cuatro componentes:
- un circuito resonante LC, formado por:
  - una bobina intercambiable
  - un condensador variable
- un circuito oscilador de frecuencia conocida,
- un microamperímetro de gran sensibilidad, que permite apreciar la corriente absorbida al oscilador por el entorno circundante

Al principio, los GDO estaban construidos con osciladores a válvulas. La corriente se medía sobre la rejilla (grid, en inglés) de la válvula, de ahí el nombre de ‘’Grid Dip Oscillator’’. Necesitaban una alimentación externa, y como casi todo equipo a válvulas, eran pesados y contenían tensiones peligrosas.
La aparición de los transistores a efecto de campo (FET) revolucionó la tecnología de construcción de los GDO. A diferencia de los transistores bipolares, que controlan la corriente que los atraviesan con la corriente de la base, los FET controlan la corriente que los atraviesan según la tensión de entrada (gate, en inglés), y presentan además una impedancia de entrada de varios megohm. Este es un comportamiento muy similar al de las válvulas de vacío, por lo que los GDO modernos se construyen con FETs y son más pequeños, livianos y económicos. 
La G de un GDO construido con FETs viene de "Gate" y no de "Grid".

## Operación
El operador debe tener una idea del rango de frecuencias en el cual espera encontrar la resonancia. Luego, inserta la bobina correspondiente en el GDO. La bobina depende del rango de frecuencias esperado, y cada GDO viene con un conjunto de bobinas intercambiables y calibradas.
Luego, a una distancia no muy cercana del objeto cuya frecuencia de resonancia desea estimar, el operador varía la frecuencia del oscilador del GDO, buscando la frecuencia a la cual el microamperímetro indica un descenso en la corriente del oscilador. El descenso será tanto más abrupto cuanto más se acerque el operador al circuito investigado.
El operador lee entonces la frecuencia en el dial del GDO. Para hacer una lectura más precisa, el operador se acerca al circuito investigado. El descenso será más abrupto y la determinación de la frecuencia será más precisa, pero también más difícil de localizar. 
El GDO es un instrumento de medida que requiere del operador paciencia, práctica, y sentido común.
Un GDO permite estimar frecuencias de resonancia con dos a tres dígitos de precisión.

## Aplicaciones
El GDO es utilizado para estimar la frecuencia de resonancia de antenas, o bien para estimar la frecuencia de resonancia de circuitos LC destinados a sintonizadores de radios.